# René Girard
René Girard [rené žirár] (25. prosince 1923 Avignon – 4. listopadu 2015) byl francouzský historik, literární kritik a filozof sociálních věd. Girard byl autorem téměř třiceti knih, přičemž jeho dílo zasahovalo do mnoha akademických oblastí. Přijetí jeho práce se v jednotlivých oblastech liší, avšak narůstá množství sekundární literatury o jeho díle a jeho vlivu na disciplíny, jako jsou literární kritika, kritická teorie, antropologie, teologie, mytologie, sociologie, ekonomie, kulturní studia a filozofie.
Girardovým hlavním přínosem pro filozofii, a následně i pro další disciplíny, byla psychologie touhy. Tvrdil, že lidská touha funguje napodobivě, neboli mimeticky, spíše než aby vznikala jako spontánní vedlejší produkt lidské individuality, jak předpokládala většina teoretické psychologie. Girard navrhl, že lidský vývoj probíhá trojúhelníkově podle modelu touhy, kdy nějaký objekt touhy označuje za žádoucí tím, že po něm touží ostatní. Tuto touhu po objektu modelu kopírujeme a přivlastňujeme si ji jako svou vlastní, často aniž bychom si uvědomovali, že zdroj této touhy pochází od někoho jiného mimo nás samotné, čímž se uzavírá trojúhelník mimetické touhy. Tento proces přivlastňování touhy zahrnuje (ale není omezen pouze na) formování identity, přenos znalostí a sociálních norem a materiální aspirace, které všechny mají svůj původ v napodobování tužeb druhých, které si vědomě nebo nevědomě bereme za modely touhy.
Druhá klíčová teze mimetické teorie vychází z úvah o důsledcích mimetické povahy touhy ve vztahu k lidskému původu a antropologii. Mimetičnost touhy umožňuje antropologický úspěch lidských bytostí prostřednictvím sociálního učení, ale zároveň je zatížena potenciálem pro násilnou eskalaci. Pokud subjekt touží po objektu jen proto, že po něm touží jiný subjekt, jejich touhy se nevyhnutelně zaměří na stejné objekty. Pokud tyto objekty nelze snadno sdílet (např. jídlo, partneři, území, prestiž a status), dochází mezi subjekty k mimeticky zesilujícím konfliktům o tyto objekty.
Nejjednodušším řešením tohoto problému násilí pro rané lidské komunity bylo soustředit vinu a nepřátelství na jednoho člena skupiny, který byl zabit a považován za zdroj konfliktu a nepřátelství ve skupině. Přechod od násilného konfliktu všech proti všem byl přeměněn v sjednocující a uklidňující násilí všech kromě jednoho, jehož smrt skupinu opět smířila. Oběť, která byla pronásledována jako zdroj nepořádku, se následně stávala uctívanou jako zdroj pořádku a smyslu pro komunitu a byla vnímána jako bůh. Tento proces, který umožňuje vznik a fungování lidské komunity prostřednictvím arbitrární oběti, se v rámci mimetické teorie nazývá mechanismus obětního beránka.
Postupem času byl mechanismus obětního beránka odhalen v biblických textech, které jednoznačně přesměrovávají pozici Božství na stranu oběti, na rozdíl od postavení pronásledující komunity. Girard tvrdí, že všechny ostatní mýty, například příběh o Romulovi a Removi, jsou psány a konstruovány z pohledu komunity, jejíž legitimita závisí na vině oběti, aby mohla být sjednocena jako jednotná skupina. Jakmile je odhalena relativní nevina oběti, mechanismus obětního beránka již nemůže fungovat jako prostředek k vytváření jednoty a míru. Nevinnost Krista, která je ze začátku kategoricky ustanovená, proto slouží k odhalení mechanismu obětního beránka v Písmu a otevírá možnost, že by lidstvo tento mechanismus překonal tím, že se naučí rozpoznávat jeho přetrvávající přítomnost ve svých současných interakcích.

## Spisy v češtině
- O původu kultury : hovory s Pierpaolem Antonellem a Joãem Cezarem de Castro Rocha, překlad Pavla Doležalová, Brno : Centrum pro studium demokracie a kultury, 2008, ISBN 978-80-7325-164-2
- Lež romantismu a pravda románu, překlad Alena Šabatková, Praha : Dauphin, 1998, ISBN 80-86019-85-3, (první vydání 	Praha : Československý spisovatel, 1968)
- Obětní beránek, překlad Helena Beguivinová, Praha : NLN, Nakladatelství Lidové noviny, 1997, ISBN 80-7106-255-3